# Piles (Valencia)
Piles ist eine Gemeinde in der Valencianischen Gemeinschaft, Spanien. Sie liegt in der Comarca Safor der Provinz Valencia.

## Geographie
Piles und Umgebung liegen auf fast ebenem Grund und grenzt mit ca. 1,5 km Strand an das Mittelmeer. Es gibt keine Erhebungen und nur kleinere Bäche. Piles grenzt im Norden an Miramar, im Westen an Palmera und Alquería de la Condesa im Osten an das Mittelmeer und im Süden an Oliva.

## Einwohner
1572 gab es 53 Häuser in Piles mit 239 Einwohnern, 1713 waren es 60 mit 270 Einwohnern. Erst im 18. Jahrhundert steigerte sich die Einwohnerzahl auf etwa 900 (1787). In folgenden Jahrhundert stieg die Einwohnerzahl auf 1.925 durch die Nähe zu Oliva und stieg durch Tourismus und lokale Unternehmen weiter.
| 1990  | 1992  | 1994  | 1996  | 1998  | 2000  | 2002  | 2004  | 2005  | 2007  | 2010  | 2012  |
| ----- | ----- | ----- | ----- | ----- | ----- | ----- | ----- | ----- | ----- | ----- | ----- |
| 2.054 | 2.131 | 2.110 | 1.956 | 1.946 | 1.981 | 2.238 | 2.347 | 2.446 | 2.664 | 2.842 | 2.877 |

## Sehenswürdigkeiten
- Torre vigía de Piles: Der Wachturm wurde 1577 in der Nähe der Küste gebaut um Angriffe der Sarazenen abzuwehren. Er hat eine Höhe von 13 m und einen Durchmesser von 10 m und steht etwas abseits vom Strand. Es wurde 1986 restauriert und ist jetzt umgeben von einer Parkanlage.
- Platja: Piles ist Teil der Initiative Plan de Playas Accesibles zum barrierefreien Strandzugang der Valencianischen Gemeinschaft.